# Большие Роги (Новгородская область)
Большие Роги — деревня в Парфинском районе Новгородской области в составе Полавского сельского поселения.

## География
Находится в центральной части Новгородской области на расстоянии приблизительно 21 км на юго-восток по прямой от районного центра поселка Парфино на правом берегу реки Пола.

## История
На карте 1840 года уже была обозначена как Роги. В 1847 году отмечалась как сельцо. В 1908 году здесь (Старорусский уезд Новгородской губернии) было учтено 27 дворов.

## Население
Численность населения: 207 человек (1908 год), 13 (русские 92 %) в 2002 году, 12 в 2010.